# Dicranomyia (Glochina) mediterranea
Dicranomyia (Glochina) mediterranea is een tweevleugelige uit de familie steltmuggen (Limoniidae). De soort komt voor in het Palearctisch gebied.